# Jiří Šefelín
Jiří Šefelín (18. dubna 1912 Praha, České království – 25. listopadu 1988 Nice, Francie), ve Francii uváděn jako Georges Séfelin, byl česko-francouzský fotbalista a trenér.

## Hráčská kariéra
Před odchodem do Francie byl Jiří Šefelín hráčem SK Zlíchov. V československé lize nenastoupil. Ve francouzské lize hrál za Stade Rennais FC (1931 –1935), SC Fives (1935–1937) a FC Sochaux-Montbéliard (1938/39). Po vypuknutí druhé světové války, během níž se francouzská liga nehrála, působil v klubech Red Star FC (1940–1942), US Le Mans (1942/43) a znova Stade Rennais FC (1943/44). V letech 1944–1946 hrál opět za US Le Mans.
V sezoně 1934/35 se s Rennes probojoval do finále francouzského poháru, v němž však nenastoupil. Francouzský pohár vyhrál v ročníku 1941/42 jako hráč Red Star FC, do finálového utkání však nezasáhl.

## Zajímavost
Svůj první profesionální fotbalový zápas ve Francii za Stade Rennais hrál pod jménem Georges Séfelin dne 6. září 1931 proti týmu Vannes Olympique Club. Přijel teprve den předtím z Československa, přičemž si zapomněl vzít s sebou svoje kopačky. Měl velké číslo bot (č. 45), a tak velké kopačky se pro něj nenašly. Musel proto odehrát celý zápas v malých botách, což vedlo k tomu, že v následujících dvou týdnech nemohl nastoupit do žádného dalšího zápasu.

### Prvoligová bilance
| Ročník          | Zápasy | Góly | Minuty | Klub                   |
| --------------- | ------ | ---- | ------ | ---------------------- |
| I. liga 1932/33 | 17     | 0    | –      | Stade Rennais FC       |
| I. liga 1933/34 | –      | –    | –      | Stade Rennais FC       |
| I. liga 1934/35 | –      | –    | –      | Stade Rennais FC       |
| I. liga 1935/36 | 28     | 0    | –      | SC Fives               |
| I. liga 1936/37 | –      | –    | –      | SC Fives               |
| I. liga 1938/39 | –      | –    | –      | FC Sochaux-Montbéliard |
| CELKEM I. LIGA  | –      | –    | –      |                        |

## Trenérská kariéra
Po skončení hráčské kariéry se stal trenérem. V Maroku (tehdejší součást francouzského protektorátu) vedl klub S. C. C. R. N. (Sporting Club Cheminots des Roches Noires) v letech 1950–1952 a 1953–1954.